# Písečná u Jablunkova
Písečná (deutsch und polnisch Pioseczna, 1939–1945: Pisetschna) ist eine Gemeinde in Tschechien. Sie liegt zwei Kilometer östlich von Jablunkov und gehört zum Okres Frýdek-Místek.

## Geographie
Písečná befindet sich rechtsseitig der Olsa am Fuße der Schlesischen Beskiden in der Jablunkauer Furche. Das Dorf liegt an der Kuppe Na vrchu (519 m) im Tal des Baches Kotelnice. Nordöstlich erhebt sich der Kiczory (989 m), im Osten die Ostrá hora (721 m).
Nachbarorte sind Radvanov und Záhuří im Norden, Bahenec und Bystrý im Osten, Písek im Südosten, Folvark und Žihla im Süden, Jablunkov im Westen sowie Kostkov und Návsí im Nordwesten.

## Geschichte
Die erste schriftliche Erwähnung des zur Stadt Jablunkov gehörenden Ortes erfolgte im Jahre 1446, als hier die drei Brüder Skřekov aus Jablunkov siedelten. Es wird angenommen, dass auch die Bergsiedlung, wie die meisten anderen walachischen Paseken um Jablunkov, zu dieser Zeit entstanden ist. Nachdem im Laufe der Zeit die große Wirtschaft der Familie Skřekov aufgeteilt worden war, entstand aus der Paseke ein Dorf, das um 1540 64 Bewohner zählte. Die Siedler waren vor allem Walachen (Goralen) aus Jablunkov, die die Stadt verließen, um hier auf traditionelle Art und Weise zu wirtschaften.
Nach der Aufhebung der Patrimonialherrschaften bildete Pioseczna ab 1850 einen Ortsteil von Jablunkau im Bezirk Teschen. 1873 wurde ein eigenes Schulhaus eingeweiht. Zu Beginn des 20. Jahrhunderts setzte die Verwendung des tschechischen Namens Písečná ein. Nach dem Ende des Ersten Weltkrieges gehörte der Ort zur Tschechoslowakei. Wegen des starken polnischen Bevölkerungsanteils beanspruchte auch Polen das Olsa-Gebiet und es kam zum Polnisch-Tschechoslowakischen Grenzkrieg. Ab 1920 gehörte der Ort zum Bezirk Český Těšín. Nach dem Münchner Abkommen wurde Pioseczna 1938 an Polen angeschlossen und kam im Jahre darauf nach der Besetzung Polens zum Deutschen Reich. 1939 wurde der Ortsname in Pisetschna germanisiert. Bis 1945 gehörte Pisetschna als Ortsteil von Jablunkau zum Landkreis Teschen und kam nach Kriegsende zur Tschechoslowakei zurück.
Nach der Auflösung des Okres Český Těšín kam der Ort mit Beginn des Jahres 1961 zum Okres Frýdek-Místek. Seit dem 1. Januar 2001 bildet Písečná erstmals in seiner Geschichte eine eigenständige Gemeinde.

## Gemeindegliederung
Für die Gemeinde Písečná sind keine Ortsteile ausgewiesen. Zu Písečná gehört die Ansiedlung Žihla.

## Sehenswürdigkeiten
- Naturreservat Plenisko auf dem Gipfel des Kiczory in den Schlesischen Beskiden, das seit 1922 bestehende Schutzgebiet hat seit 1956 den Status eines Naturreservates. 1998 wurde es von 16,25 auf 24,32 ha ausgedehnt.
- Kapelle der Schwarzen Madonna von Czenstochau, geweiht 1926
- Kapelle des Hl. Isidor